# Ognissanti, Florens
Ognissanti, officiellt San Salvatore in Ognissanti, är en kyrkobyggnad i Florens, helgad åt Frälsaren och alla helgon. Kyrkan är belägen vid Piazza Ognissanti i distriktet Centro storico och tillhör ärkestiftet Florens. Kyrkan förestås sedan år 1561 av Franciskanorden.
Den första kyrkan på denna plats uppfördes på 1200-talet, men den ombyggdes helt och hållet i barockstil med en fasad ritad av Matteo Nigetti.
I Ognissanti är bland andra Simonetta Vespucci, Sandro Botticelli och Caroline Bonaparte begravda.

## Bilder
| - Domenico Ghirlandaio – Den helige Hieronymus. - Taddeo Gaddi – Korsfästelsen. - Högaltaret. |

| - Detalj av predikstolen. - Jungfru Marie kröning, majolikarelief på fasaden. - Sandro Botticellis grav. |